# Акіцусіма (авіаносець)
Акіцусіма (яп. 秋津洲) — японський гідроавіаносець.

## Конструкція
«Акіцусіма» — дизельний гідроавіаносець водотоннажністю 5000 тонн, з великою дальністю плавання (14 000 миль на 14 вузлах), здатний транспортувати один літаючий човен Kawanishi H8K та необхідний для нього боєзапас та паливо (689 тонн авіабензину, 36 авіаторпед Тип 91, 30 800-кг бомб, 15 500-кг бомб, 100 250-кг бомб та 100 60-кг бомб). Розвивав швидкість 19 вузлів.
Важкі ударно-розвідувальні літаючі човни типу H8K, рівних яким за комплексом бойових характеристик не було до кінця війни, вели стратегічну розвідку по всій акваторії Тихого океану.
Американські льотчики відзначали надзвичайну живучість літаків H8K — часом, щоб збити H8K, 5—6 винищувачів витрачали весь боєзапас. Таким чином, «Акіцусіма» разом з H8K була трансокеанською ударно-розвідувальною системою зброї.

## Бойове використання

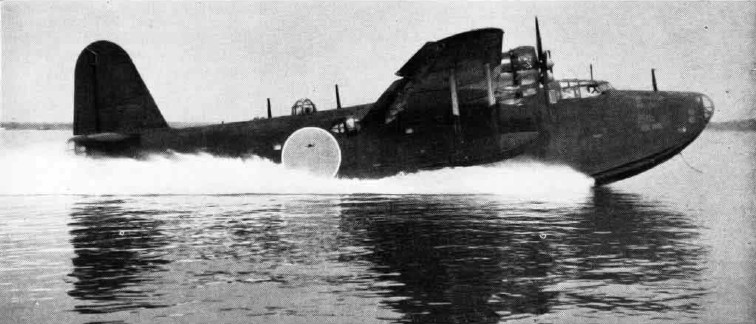
Зліт Kawanishi H8K

«Акіцусіму» ввели в експлуатацію 29 квітня 1942 року та приписали до 25-ї флотилії 11-го повітряного флоту. Через 2 тижні він прибув у Сайпан та Рабаул. Під час битви за Гуадалканал 16 серпня 1942 року «Акіцусіма» прибув до острова Шортленд. Через 2 тижні був пошкоджений під час нальоту американських літаків B-17 на Бука.
Ремонт завершили 5 січня 1943 року, і «Акіцусіма» вирушив в Кавіенг, у лютому прибув до Джалуїта.
30 червня 1943 року відплив до Парамушира, де взяв участь в евакуації японських військ з острова Кіска. Повернувся до Японії в серпні, потім вирушив у Шанхай і далі на Трук. Там корабель був легко пошкоджений під час нальоту американських літаків. Корабель вирушив у Йокосуку для ремонту, який закінчили 1 серпня 1944 року. Корабель призначили у 2-й флот.
У серпні 1944 року корабель вирушив на Філіппіни і прибув у затоку Корон 23 вересня 1944 року. Наступного дня «Акіцусіма» потоплений під час нальоту американських літаків.